# Pediobius ni
Pediobius ni  (лат.) — вид паразитических наездников рода Pediobius из семейства Eulophidae (Chalcidoidea) отряда перепончатокрылые насекомые. Северная Америка, США, Гондурас, Коста-Рика. Переднеспинка с шейкой, отграниченной килем (поперечным гребнем). Щит среднеспинки с развитыми изогнутыми парапсидальными бороздками. Ассоциированы с бабочками-совками Trichoplusia ni, Mocis latipes (Noctuidae) и растениями  Gossypium hirsutum (Malvaceae), Digitaria (Poaceae).